# Richard Zusi
Richard Laurence Zusi (* 27. Januar 1930 in Winchester, Massachusetts; † 15. Januar 2024 in Olympia, Washington) war ein US-amerikanischer Ornithologe. Seine Forschungsschwerpunkte waren die Anatomie, das Verhalten, die Evolution und die Klassifikation von Vögeln. Er gehörte zu den führenden Experten auf dem Gebiet der funktionellen Anatomie von Vögeln, insbesondere der Mechanik des Vogelkiefers und der Entwicklung von strukturellen Komplexen.

## Leben
Zusi wuchs in Toronto auf. 1951 graduierte er zum Bachelor of Arts an der Northwestern University und 1953 zum Master of Science an der University of Michigan. 1959 beendete er an derselben Universität sein Zoologiestudium mit der Promovierung zum Ph.D. Von 1958 bis 1963 lehrte er an der University of Maine. 1963 wurde er von Philip Strong Humphrey (1926–2009) für die Vogelabteilung des National Museum of Natural History in Washington, D.C. engagiert. Zusi war überwiegend für die Entwicklung der Vogelskelette und die in Flüssigkeit konservierten Sammlungen verantwortlich. Sein Werk „World Inventory of Avian Skeletal Specimens“ aus dem Jahr 1982 war eine der ersten und umfangreichsten Bestrebungen eine bestimmte biologische Ressource in einer systematischen Sammlung zu inventarisieren. 1986 erschien eine überarbeitete Auflage.
Zusi unternahm zahlreiche Vogelsammelexkursionen nach Brasilien, Ecuador, Venezuela, Dominica, Island sowie in viele Gegenden der Vereinigten Staaten und Kanadas. Er war weitgehend aktiv in den Ausschüssen, den Ausstellungen und der Verwaltung der Smithsonian Institution, insbesondere im Forschungsausschuss des Zoos, der den Bau des Forschungsgebäudes im Smithsonian National Zoological Park geplant hatte. Ferner leitete er den Entwurf von 17 Ausstellungsvitrinen in der Osteology Hall of Bones der Smithsonian Institution und er war leitender Kurator der Roger-Tory-Peterson-Ausstellung. Zusi war Mitglied in zahlreichen Doktoranden-Ausschüssen. 1971 wurde er zum Fellow of the American Ornithologists’ Union gewählt. Er hatte ein Büro in der Vogelabteilung des Carnegie Museum of Natural History in Pittsburgh und arbeitete gemeinsam mit Bradley C. Livezey an einer von der National Science Foundation finanzierten Studie über die morphologische Variation und die phylogenetischen Beziehungen zwischen den Vogelordnungen. 1994 ging Zusi in den Ruhestand.
Zu Zusis wichtigsten Schriften zählen A functional and evolutionary analysis of rhynchokinesis in birds (Smithsonian Institution, 1984), A feeding adaptation of the jaw articulation in new world jays (Corvidae) (Auk 104(4), 1987) und Patterns of diversity in the avian skull (University Chicago Press, 1993). Weiter war er Co-Autor und Illustrator des Werkes The Preliminary Field Guide to the Birds of the Indian Ocean (Smithsonian, 1963).